# جونيور لورد
جونيور لورد (بالإنجليزية: Junior Lord)‏ هو لاعب كرة قدم أمريكية أمريكي، ولد في 11 فبراير 1976 في غرينيتش في الولايات المتحدة.